# Eduardo Cano de la Peña

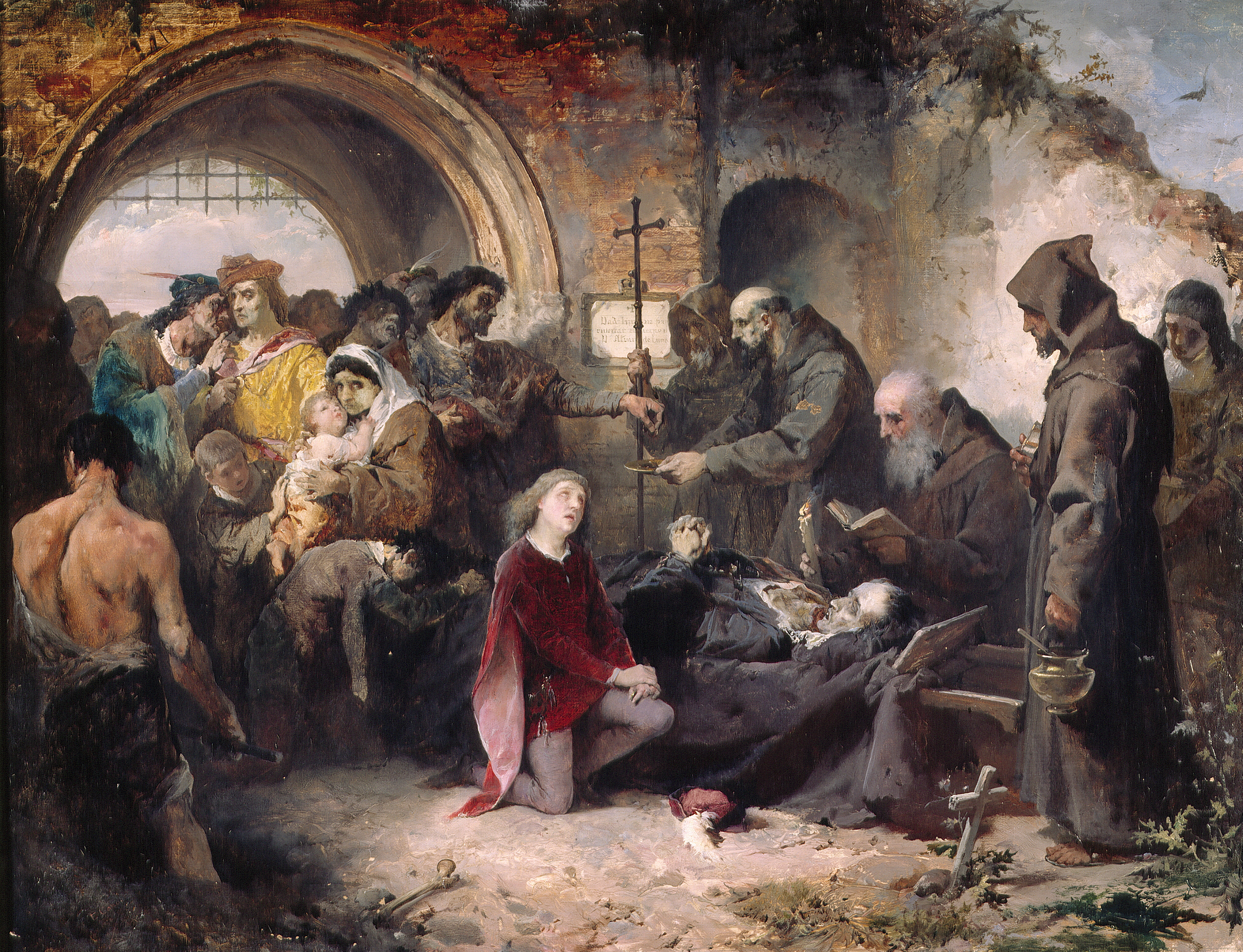
Esbós de Entierro de Don Álvaro de Luna.

Eduardo Cano de la Peña (Madrid, 1823 - Sevilla, 1897) fou un pintor romàntic espanyol, especialitzat en pintura històrica. Encara que la seva faceta més coneguda fou al de pintor històric, no s'ha d'oblidar la seva tasca com a retratista; realitzà diferents obres en aquest camp, com les següents: «Retrato de Fernán Caballero», «Retrato en el estudio del pintor» o «Retrato de una joven».

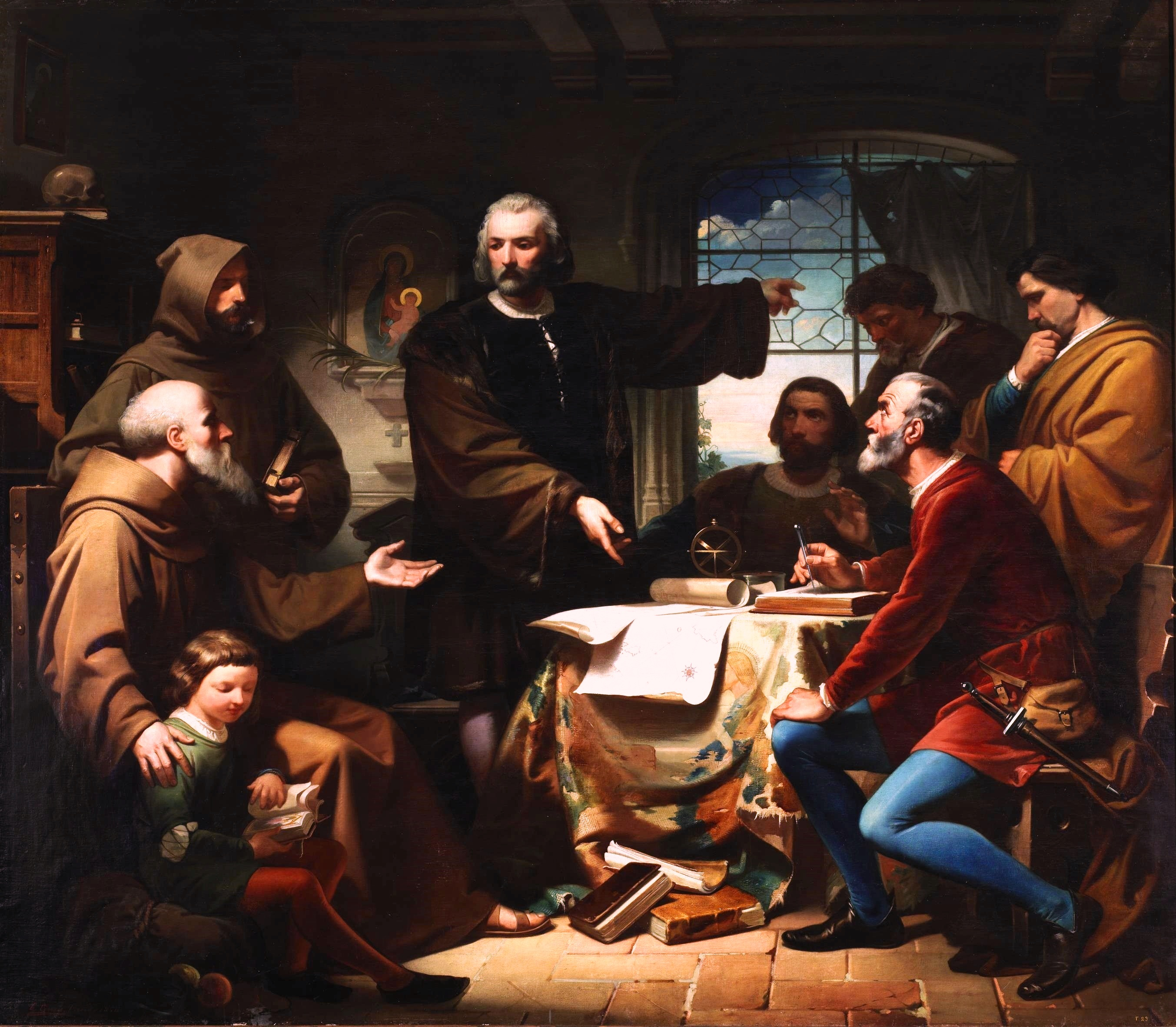
Cristóbal Colón en el convento de la Rábida.

Seguint els passos del seu pare, començà estudiant arquitectura, havent de residir des de molt jove a Sevilla, en ser nomenat el seu pare arquitecte major de la ciutat. Cano inicià els estudis artístics a la Reial Escola de les Tres Nobles Arts de Sevilla, en seguir la seva vocació artística i musical, perfeccionant més tard la seva habilitat pictòrica a Madrid a la Reial Acadèmia de Belles Arts de San Fernando sota la direcció de José Madrazo, Federico Madrazo i Carlos Luis de Ribera Fieve.
Més tard viatjà a París, on realitzà dues de les seves més famoses obres, «Cristóbal Colón en el Convento de la Rábida», llenç de pur estil romàntic amb el qual obtingué la primera medalla a l'Exposició Nacional de 1856 i que es conserva al Palau del Senat Espanyol a Madrid, i «Entierro del condestable Don Álvaro de Luna», també primera medalla en l'Exposició Nacional de 1858, actualment exposat al Museu del Prado de Madrid.
De retorn a Sevilla, fou nomenat Conservador del Museu de Belles Arts d'aquesta ciutat, així com catedràtic de colorit i composició a l'escola de belles arts de Sevilla.